# Greenough

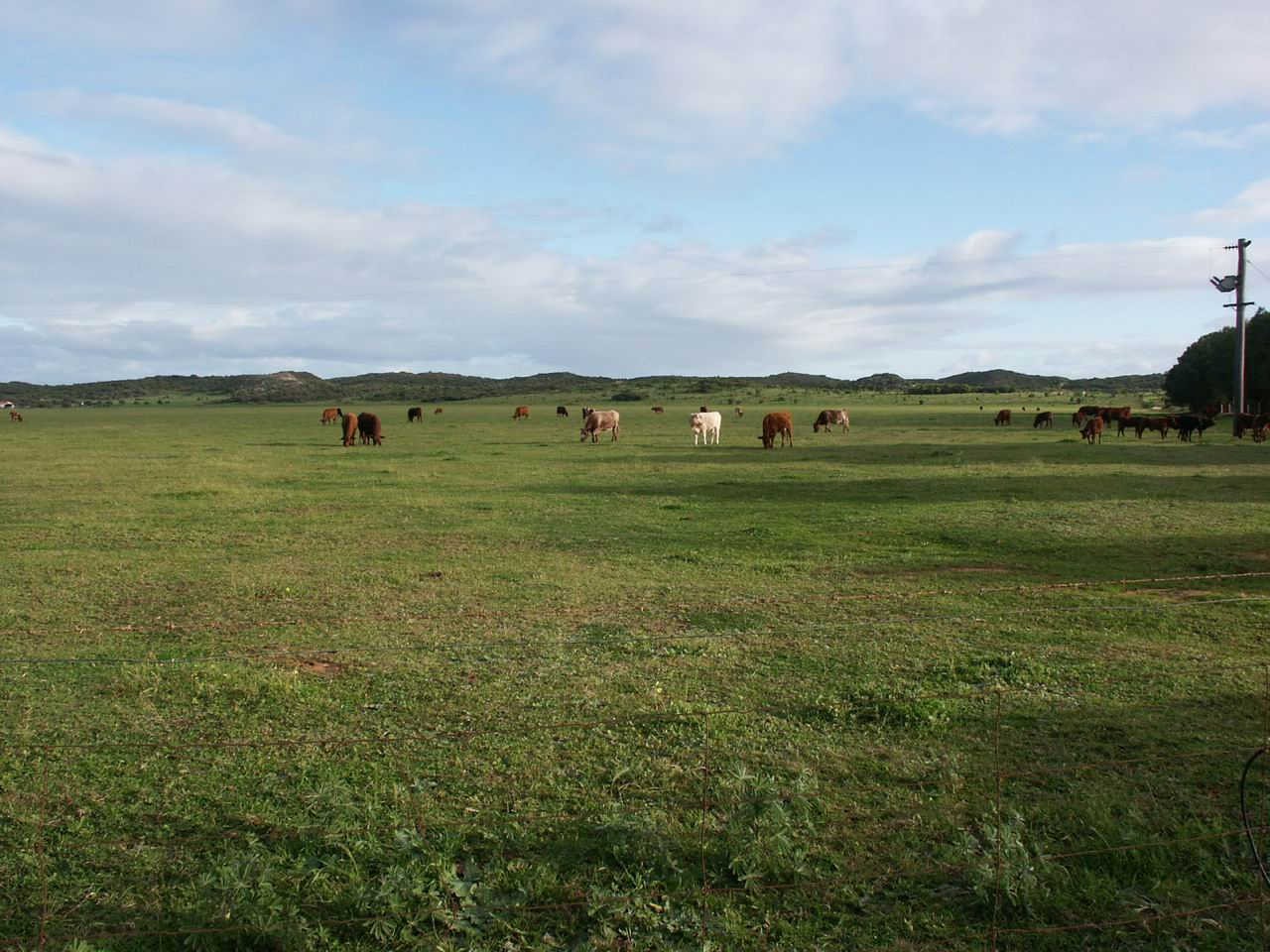
Die grünen Wiesen Greenoughs

Greenough ist eine historische Stadt in Western Australia. Sie liegt 400 Kilometer nördlich von Perth und 24 Kilometer südlich von Geraldton am Brand Highway. Die historischen Gebäude werden von der Gesellschaft National Trust of Australia verwaltet. Eine weitere Touristenattraktion sind die Bäume, die um 90° geneigt sind, was auf starke Küstenwinde zurückzuführen ist.

## Geschichte
1839 erkundete George Grey als erster diese Region, die er nach dem Präsidenten der Royal Geographical Society, George Bellas Greenough, benannte. Grey meinte, die Region würde die „Kornkammer Western Australias“ werden.
1851 vermaß Augustus Gregory 120 km² Land, das später als Greenough Front Flats bekannt wurde. Dieses Land wurde in je 8 bis 12 Hektar große Parzellen unterteilt, die englischen Siedlern zur Bewirtschaftung zur Verfügung gestellt wurden. Innerhalb weniger Jahre hatte sich die Region in eine blühende Weizenlandschaft mit 1000 Einwohnern verwandelt. Daraus entwickelte sich die Stadt.
Eine Reihe von Naturkatastrophen, angefangen mit einem schlimmen Wirbelsturm 1872 und einer großen Flut 1888, bewirkte das allmähliche Sinken der Ernteerträge und das fluchtartige Verlassen der Stadt durch ihre Bewohner. 1900 hatten die meisten Siedler die Region bereits verlassen; die Weizenfelder waren in Weideland umgewandelt worden. Viele Gebäude wurden baufällig. Durch eine tourismusbasierende Aktion in den 1980er Jahren konnte ein Großteil der Gebäude renoviert werden. Am 16. Februar 1999 konnte in der Region eine Sonnenfinsternis beobachtet werden.